# Fragilariophyceae

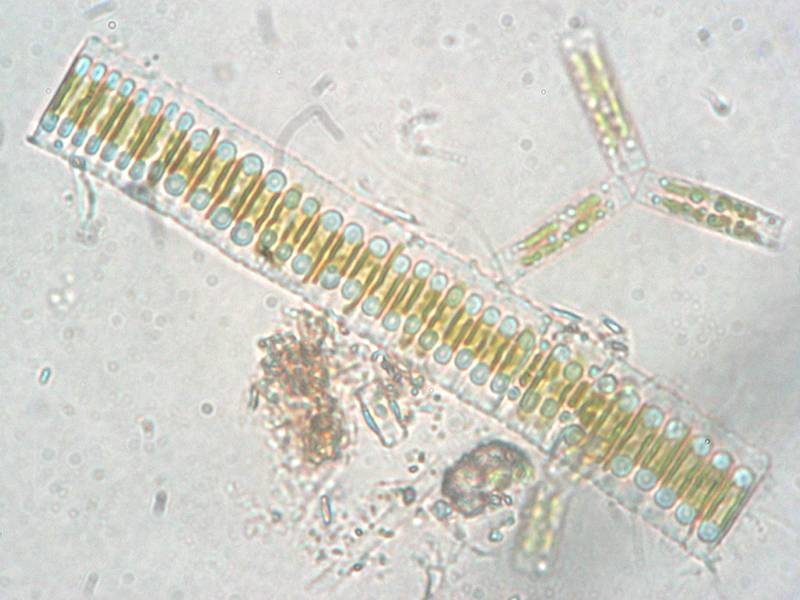
Fragilaria sp.

Fragilariophyceae é um grupo taxonómico, geralmente considerado ao nível taxonómico de classe, constituído por diatomáceas penadas (Pennales) com frústula desprovida de rafe.

## Descrição
As Fragilariophyceae (ou Fragilariophycidae se forem consideradas no nível taxonómico de subclasse) são um grupo de diatomáceas cujas frústulas são penadas mas que não apresentam rafe (o que as diferencia das Bacillariophycidae).
Apresentam uma morfologia caracterizada por formas alongadas, geralmente cilíndricas (aparentando ser rectangulares quando vistas em microscopia óptica), com lados que são lineares e com simetr̟ia bilateral. São organismos unicelulares, embora muitas espécies tendam a assumir formas coloniais, geralmente agregando-se em filamentos ou bandas (p. ex. Fragillaria), leques (p. ex. Meridion), ziguezagues (p. ex. Tabellaria) ou em colónias em estrela (p. ex. Asterionella).
A reprodução sexual apresenta como característica distintiva ser do tipo anisogâmico, num processo em que as células sexuais masculinas e femininas são libertadas de um gametângio, com os gâmetas masculinos a apresentarem um apêndice não móvel, embora contráctil, do tipo flagelo heteroconte.

## Filogenia e taxonomia
O agrupamento Fragilariophycidae constitui um grupo basal, embora parafilético, das diatomáceas Pennales. Recentemente foi proposto que as ordens mais basais se reagrupassem numa nova subclasse designada  Urneidophycidae.
A classe inclui as seguintes ordens:
- Ardissoneales
- Climacospheniales
- Cyclophorales
- Fragilariales
- Licmophorales
- Protoraphidales
- Rhabdonematales
- Rhaphoneidales
- Striatellales
- Tabellariales
- Thalassionematales
- Toxariales

## Galeria

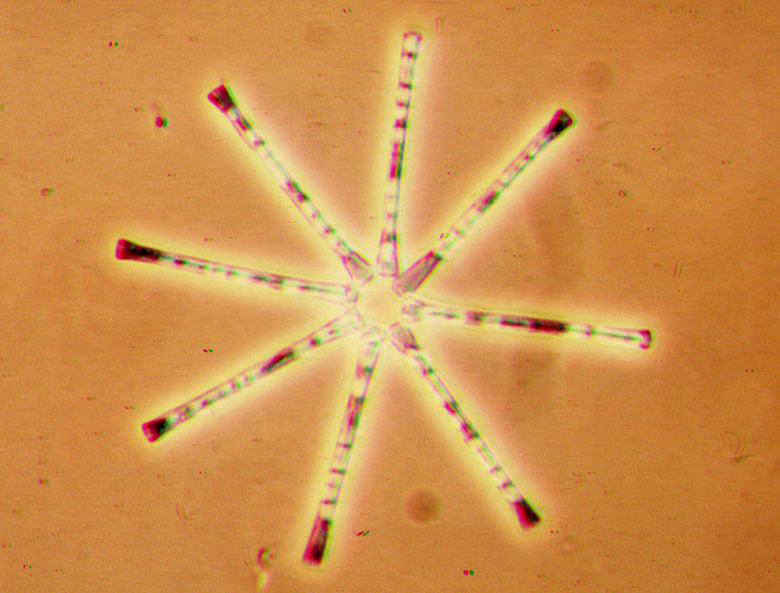
Asterionella
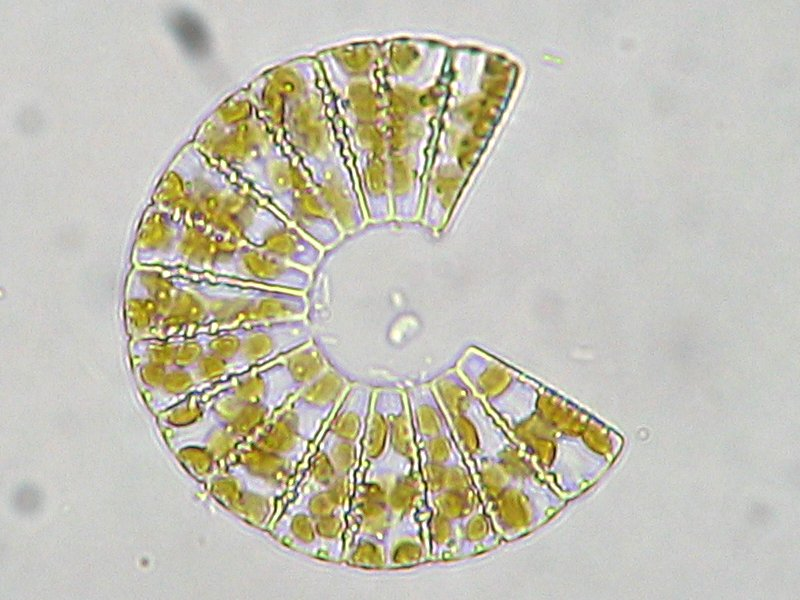
Meridion
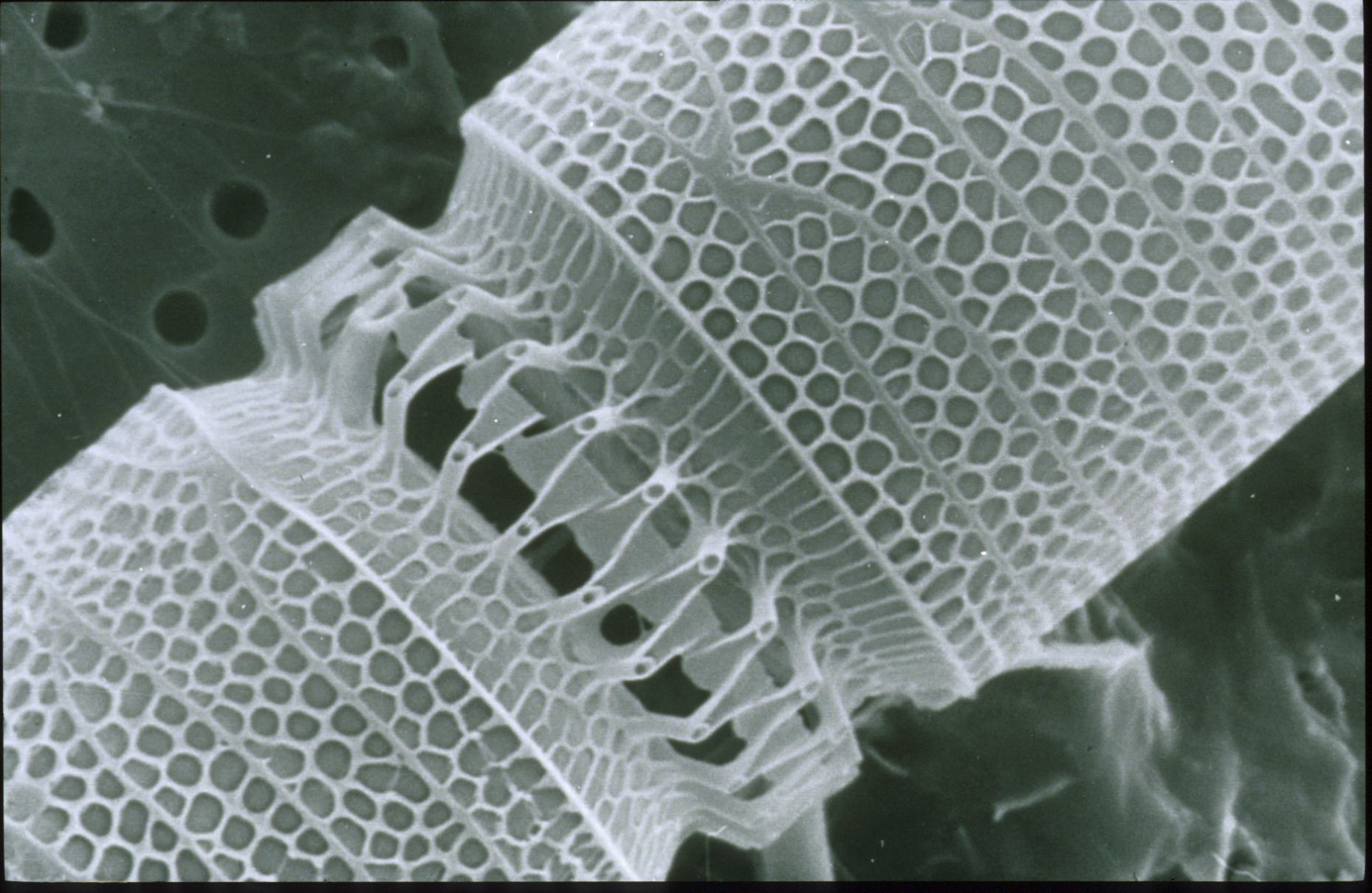
Diatoma